# کورنل کاپا
کورنل کاپا با نام اصلی کورنل فریدمان (انگلیسی: Cornell Capa; ۱۰ آوریل ۱۹۱۸ – ۲۳ مهٔ ۲۰۰۸) عکاس، و روزنامه‌نگار اهل ایالات متحده آمریکا بود. کورنل کاپا مرکز بین‌المللی عکاسی را در سال ۱۹۷۴ پایه گذاشت. او برادر کوچکتر رابرت کاپا عکاس مشهور بود. او در یکی از آخرین کارهایی که برای عکاسی کرد نگاتیوهای تازه کشف شده رابرت کاپا را خرید و به مرکز خود انتقال داد اما آنقدر زنده نماند تا شاهد کشف‌های جدید عکاسی برارش بماند که پیش‌تر در جنگ کشته شد. وی در سن۹۰ سالگی در نیویورک، دو روز قبل از سالمرگ برادر خویش درگذشت.

## زندگی‌نامه
کرنل کاپا (فریدمن) در سال ۱۹۱۸ در مجارستان دیده به جهان گشود.
در سال ۱۹۳۶، در سن ۱۸ سالگی به پاریس رفت تا نزد برادر خود آندره (رابرت کاپا) کار کند. در آن زمان برادر او به عنوان عکاس خبری کار می‌کرد. با این که کرنل تصمیم داشت پزشکی بخواند، اما با مشاهده حرفهٔ در حال شکوفاییِ برادر خویش، به عکاسی علاقه‌مند شد و برای ادامه دادنِ آن نقشه‌های خود برای پزشکی را کنار گذاشت. او تا سال ۱۹۳۷ در کنار برادر خود کار کرد. پس از آن به همراه مادر خویش به نیویورک مهاجرت کردند.
او در نیویورک به آژانس عکس New Pix پیوست و در تاریکخانه این آژانس مشغول به کار شد و سپس در سال ۱۹۳۸ برای تاریک‌خانه نشریه لایف شروع به کار کرد. در دوران جنگ جهانی دوم، در واحد جاسوسی عکس ارتش آمریکا خدمت کرد. در سال ۱۹۴۶ به عنوان عکاس در نشریه لایف حرفه عکاسی خود را شروع کرد و در طول مدت کار برای این نشریه عکس‌های زیادی برای مقالات و جلد این نشریه ثبت کرد. او تا اواسط دهه ۱۹۷۰ کار خود را در این نشریه ادامه داد.
او در کتاب مشهورش، عکاس دغدغه‌مند (۱۹۶۸) باورهای حرفه‌ای‌اش را در این مفهوم خلاصه می‌کرد که فتوژورنالیسم باید در راه درک و فهم و کمال انسان‌ها به کار گرفته شود و این که عکاسان باید تلاش کنند تا احساسات ناب و اصیل خالص انسانی در عکس‌های خود را بر بدبینی‌های تجاری و مبانی رفتاری دور از احساس غالب کنند.